# Campeonato Mundial de Media Maratón de 1997
El Campeonato Mundial de Media Maratón Košice 1997 fue una competición de media maratón organizada por la Asociación Internacional de Federaciones de Atletismo (IAAF en inglés). La sexta edición tuvo lugar el día 4 de octubre de 1997 en Košice, Eslovaquia. Contó con la participación de 226 atletas provenientes de 45 países.

## Medallero
| Evento                  | Oro                         | Plata                               | Bronce                          |
| ----------------------- | --------------------------- | ----------------------------------- | ------------------------------- |
| Individual              |                             |                                     |                                 |
| Media maratón masculina | Shem Kororia Kenia 59:56    | Moses Tanui Kenia 59:58             | Kenneth Cheruiyot Kenia 1:00:00 |
| Media maratón femenina  | Tegla Loroupe Kenia 1:08:14 | Cristina Pomacu · Rumania · 1:08:43 | Lidia Simon · Rumania · 1:09:05 |

## Resultados

### Media maratón masculina
Los resultados de la carrera de media maratón masculina fueron los siguientes:
| Pos.                                | Nombre                        | País                 | Tiempo  | Notas                 |
| ----------------------------------- | ----------------------------- | -------------------- | ------- | --------------------- |
| Medalla de oro, Juegos Olímpicos    | Shem Kororia                  | Kenia                | 59:56   | Récord del campeonato |
| Medalla de plata, Juegos Olímpicos  | Moses Tanui                   | Kenia                | 59:58   |                       |
| Medalla de bronce, Juegos Olímpicos | Kenneth Cheruiyot             | Kenia                | 1:00:00 |                       |
| 4                                   | Hendrick Ramaala              | Sudáfrica            | 1:00:07 |                       |
| 5                                   | Mohamed Mourhit               | Bélgica              | 1:00:18 |                       |
| 6                                   | Gert Thys                     | Sudáfrica            | 1:00:23 |                       |
| 7                                   | Abraham Assefa                | Etiopía              | 1:00:52 |                       |
| 8                                   | Luis Jesús                    | Portugal             | 1:00:56 | Récord nacional       |
| 9                                   | Stefano Baldini               | Italia               | 1:01:01 |                       |
| 10                                  | Laban Chege                   | Kenia                | 1:01:13 |                       |
| 11                                  | Lemma Alemayehu               | Etiopía              | 1:01:17 |                       |
| 12                                  | Michael Fietz                 | Alemania             | 1:01:18 |                       |
| 13                                  | Stéphane Schweickhardt        | Suiza                | 1:01:26 |                       |
| 14                                  | Eduardo do Nascimento         | Brasil               | 1:01:27 |                       |
| 15                                  | Wilbroad Axweso               | Tanzania             | 1:01:28 |                       |
| 16                                  | Jan Pešava                    | República Checa      | 1:01:31 |                       |
| 17                                  | Alejandro Gómez               | España               | 1:01:36 |                       |
| 18                                  | Tesfaye Tola                  | Etiopía              | 1:01:37 |                       |
| 19                                  | Tendai Chimusasa              | Zimbabue             | 1:01:42 |                       |
| 20                                  | Jean-Pierre Lautredoux        | Francia              | 1:01:43 |                       |
| 21                                  | Bartolomé Serrano             | España               | 1:01:44 |                       |
| 22                                  | Nicolae Negru                 | Rumania              | 1:01:45 |                       |
| 23                                  | Osamu Nara                    | Japón                | 1:02:06 |                       |
| 24                                  | Abel Chimukoko                | Zimbabue             | 1:02:07 |                       |
| 25                                  | Herder Vázquez                | Colombia             | 1:02:09 |                       |
| 26                                  | Joshua Chelanga               | Kenia                | 1:02:12 |                       |
| 27                                  | Michele Gamba                 | Italia               | 1:02:13 |                       |
| 28                                  | Noriaki Igarashi              | Japón                | 1:02:15 |                       |
| 29                                  | Robert Štefko                 | Eslovaquia           | 1:02:15 |                       |
| 30                                  | Antonio Peña                  | España               | 1:02:15 |                       |
| 31                                  | Yoshifumi Miyamoto            | Japón                | 1:02:16 |                       |
| 32                                  | Carlos de la Torre            | España               | 1:02:42 |                       |
| 33                                  | Elisvaldo de Carvalho         | Brasil               | 1:02:42 |                       |
| 34                                  | Carlos Grisales               | Colombia             | 1:02:43 |                       |
| 35                                  | Alene Emere                   | Etiopía              | 1:02:44 |                       |
| 36                                  | Antonio Armuzzi               | Italia               | 1:02:46 |                       |
| 37                                  | Imre Berkovics                | Hungría              | 1:02:46 |                       |
| 38                                  | Marco Gielen                  | Países Bajos         | 1:02:48 |                       |
| 39                                  | José Orlando Sánchez Guerrero | Colombia             | 1:02:49 |                       |
| 40                                  | Tamás Kliszek                 | Hungría              | 1:02:50 |                       |
| 41                                  | Ali Mabrouk El-Zaidi          | Libia                | 1:02:57 |                       |
| 42                                  | Makhosonke Fika               | Sudáfrica            | 1:03:04 |                       |
| 43                                  | Giovanni Ruggiero             | Italia               | 1:03:06 |                       |
| 44                                  | Alcidio Costa                 | Portugal             | 1:03:08 |                       |
| 45                                  | Alemayehu Girma               | Etiopía              | 1:03:08 |                       |
| 46                                  | Fungai Kapanyota              | Zimbabue             | 1:03:12 |                       |
| 47                                  | Hakim Bagy                    | Francia              | 1:03:14 |                       |
| 48                                  | Ronny Ligneel                 | Bélgica              | 1:03:14 |                       |
| 49                                  | José Carlos Adán              | España               | 1:03:15 |                       |
| 50                                  | Joaquim Pinheiro              | Portugal             | 1:03:18 |                       |
| 51                                  | Zoltán Holba                  | Hungría              | 1:03:19 |                       |
| 52                                  | Migidio Bourifa               | Italia               | 1:03:22 |                       |
| 53                                  | David Taylor                  | Reino Unido          | 1:03:24 |                       |
| 54                                  | Viktor Röthlin                | Suiza                | 1:03:29 |                       |
| 55                                  | Valeriy Kuzman                | Rusia                | 1:03:34 |                       |
| 56                                  | Rainer Huth                   | Alemania             | 1:03:39 |                       |
| 57                                  | Janko Benša                   | Yugoslavia           | 1:03:41 |                       |
| 58                                  | Lee Troop                     | Australia            | 1:03:43 |                       |
| 59                                  | João Junqueira                | Portugal             | 1:03:47 |                       |
| 60                                  | Alberto Chaíça                | Portugal             | 1:03:59 |                       |
| 61                                  | Alan Chilton                  | Reino Unido          | 1:03:59 |                       |
| 62                                  | Aleksandr Kuzin               | Ucrania              | 1:04:06 |                       |
| 63                                  | Pat Carroll                   | Australia            | 1:04:09 |                       |
| 64                                  | Pavel Kokin                   | Rusia                | 1:04:10 |                       |
| 65                                  | Faustin Saktay                | Tanzania             | 1:04:29 |                       |
| 66                                  | Jeffrey Spillane              | Nueva Zelanda        | 1:04:31 |                       |
| 67                                  | Jens Karrass                  | Alemania             | 1:04:34 |                       |
| 68                                  | Anton Nikolesko               | Rusia                | 1:04:35 |                       |
| 69                                  | Percy Sephoda                 | Lesoto               | 1:04:35 |                       |
| 70                                  | Kokichi Kawamoto              | Japón                | 1:04:36 |                       |
| 71                                  | Jean-Pierre Monciaux          | Francia              | 1:04:36 |                       |
| 72                                  | Benno Piskur                  | Eslovenia            | 1:04:41 |                       |
| 73                                  | Petr Pipa                     | Eslovaquia           | 1:04:42 |                       |
| 74                                  | Vladimír Vašek                | República Checa      | 1:04:44 |                       |
| 75                                  | Todd Reeser                   | Estados Unidos       | 1:04:45 |                       |
| 76                                  | Wiesław Figurski              | Polonia              | 1:04:48 |                       |
| 77                                  | Vladimir Tsyamchik            | Bielorrusia          | 1:04:52 |                       |
| 78                                  | Khomojoo Kapane               | Lesoto               | 1:04:58 |                       |
| 79                                  | Hansjörg Brücker              | Suiza                | 1:04:59 |                       |
| 80                                  | Glynn Tromans                 | Reino Unido          | 1:05:00 |                       |
| 81                                  | Darrell General               | Estados Unidos       | 1:05:10 |                       |
| 82                                  | Mykola Rudyk                  | Ucrania              | 1:05:15 |                       |
| 83                                  | Józef Kazanecki               | Polonia              | 1:05:23 |                       |
| 84                                  | Miroslav Vanko                | Eslovaquia           | 1:05:24 |                       |
| 85                                  | Drago Paripović               | Croacia              | 1:05:29 |                       |
| 86                                  | Markus Gerber                 | Suiza                | 1:05:29 |                       |
| 87                                  | Mark Steinle                  | Reino Unido          | 1:05:36 |                       |
| 88                                  | Ali Awad                      | Líbano               | 1:05:38 |                       |
| 89                                  | Ramiz Taipi                   | Yugoslavia           | 1:05:46 |                       |
| 90                                  | Zsolt Bacskai                 | Hungría              | 1:05:53 |                       |
| 91                                  | Vladimir Tonchinskiy          | Bielorrusia          | 1:06:02 |                       |
| 92                                  | Jan Bláha                     | República Checa      | 1:06:14 |                       |
| 93                                  | Daniel Ferreira               | Brasil               | 1:06:15 |                       |
| 94                                  | Robert Petro                  | Eslovaquia           | 1:06:25 |                       |
| 95                                  | Vladimir Gusev                | Kirguistán           | 1:06:30 |                       |
| 96                                  | Ian Hudspith                  | Reino Unido          | 1:06:35 |                       |
| 97                                  | Boris Batuyev                 | Bielorrusia          | 1:06:38 |                       |
| 98                                  | Marek Sukiennik               | Polonia              | 1:06:41 |                       |
| 99                                  | Dov Kremer                    | Israel               | 1:06:48 |                       |
| 100                                 | Yuriy Gichun                  | Ucrania              | 1:06:51 |                       |
| 101                                 | Pavel Faschingbauer           | República Checa      | 1:06:51 |                       |
| 102                                 | Eric Morrison                 | Estados Unidos       | 1:06:59 |                       |
| 103                                 | Kopamo Pekile                 | Lesoto               | 1:07:04 |                       |
| 104                                 | Sérgio da Silva               | Brasil               | 1:07:10 |                       |
| 105                                 | Neema Tuluway                 | Tanzania             | 1:07:13 |                       |
| 106                                 | Amit Neʼeman                  | Israel               | 1:07:14 |                       |
| 107                                 | Thabiso Ralekhetla            | Lesoto               | 1:07:17 |                       |
| 108                                 | Leonid Pykhteyev              | Kirguistán           | 1:07:19 |                       |
| 109                                 | Ali Al-Dosari                 | Baréin               | 1:07:19 |                       |
| 110                                 | János Szemán                  | Hungría              | 1:07:29 |                       |
| 111                                 | Jos Maes                      | Bélgica              | 1:07:40 |                       |
| 112                                 | Abdi Djama                    | Francia              | 1:07:44 |                       |
| 113                                 | David Morris                  | Estados Unidos       | 1:07:46 |                       |
| 114                                 | Darius Gruzdys                | Lituania             | 1:07:48 |                       |
| 115                                 | Robert Sádek                  | Eslovaquia           | 1:07:51 |                       |
| 116                                 | Bogdan Krupa                  | Ucrania              | 1:07:54 |                       |
| 117                                 | James Herald                  | Estados Unidos       | 1:08:01 |                       |
| 118                                 | Zarislav Gapeyenko            | Bielorrusia          | 1:08:14 |                       |
| 119                                 | Macbeth Akakwansa             | Uganda               | 1:08:18 |                       |
| 120                                 | Sentso Retere                 | Lesoto               | 1:08:27 |                       |
| 121                                 | Abdullah Al-Dosari            | Baréin               | 1:08:48 |                       |
| 122                                 | Rustam Radjapov               | Turkmenistán         | 1:08:54 |                       |
| 123                                 | Vujadin Alempic               | Yugoslavia           | 1:09:15 |                       |
| 124                                 | Charygeldiy Allaberdiyev      | Turkmenistán         | 1:09:18 |                       |
| 125                                 | Hayk Khojumyan                | Armenia              | 1:09:28 |                       |
| 126                                 | Islam Dugum                   | Bosnia y Herzegovina | 1:09:51 |                       |
| 127                                 | Hidajet Bulic                 | Bosnia y Herzegovina | 1:09:51 |                       |
| 128                                 | Hsu Gi-Sheng                  | China Taipéi         | 1:09:56 |                       |
| 129                                 | Mehdi Chebli                  | Líbano               | 1:10:03 |                       |
| 130                                 | Robert Prejnjak               | Croacia              | 1:10:04 |                       |
| 131                                 | Adra Mocha                    | Israel               | 1:10:28 |                       |
| 132                                 | Ivica Škopac                  | Croacia              | 1:11:36 |                       |
| 133                                 | Željko-Franjo Letonija        | Croacia              | 1:12:15 |                       |
| 134                                 | Dovletmomed Nazarov           | Turkmenistán         | 1:12:18 |                       |
| 135                                 | Hussein Awada                 | Líbano               | 1:14:03 |                       |
| 136                                 | Kaido Koppel                  | Estonia              | 1:16:35 |                       |
| 137                                 | Jacques Diab                  | Líbano               | 1:18:11 |                       |
| 138                                 | Aleksandr Levdanskiy          | Kirguistán           | 1:19:23 |                       |
| —                                   | Sead Kondo                    | Bosnia y Herzegovina | DNS     |                       |
| —                                   | Tomix da Costa                | Brasil               | DNS     |                       |
| —                                   | Josip Lacković                | Croacia              | DNS     |                       |
| —                                   | Cyrille Ballester             | Francia              | DNS     |                       |
| —                                   | Adam Motlagale                | Sudáfrica            | DNS     |                       |
| —                                   | Panayiotis Karimalis          | Grecia               | DNS     |                       |

### Media maratón femenina
Los resultados de la carrera de media maratón femenina fueron los siguientes:
| Pos.                                | Nombre                      | País            | Tiempo  | Notas |
| ----------------------------------- | --------------------------- | --------------- | ------- | ----- |
| Medalla de oro, Juegos Olímpicos    | Tegla Loroupe               | Kenia           | 1:08:14 |       |
| Medalla de plata, Juegos Olímpicos  | Cristina Pomacu             | Rumania         | 1:08:43 |       |
| Medalla de bronce, Juegos Olímpicos | Lidia Simon                 | Rumania         | 1:09:05 |       |
| 4                                   | Joyce Chepchumba            | Kenia           | 1:09:07 |       |
| 5                                   | Nuta Olaru                  | Rumania         | 1:09:52 |       |
| 6                                   | Katrin Heinig               | Alemania        | 1:09:56 |       |
| 7                                   | Lyudmila Petrova            | Rusia           | 1:10:02 |       |
| 8                                   | Rocío Ríos                  | España          | 1:10:06 |       |
| 9                                   | Mari Sotani                 | Japón           | 1:10:13 |       |
| 10                                  | Svetlana Zakharova          | Rusia           | 1:10:29 |       |
| 11                                  | Delilah Asiago              | Kenia           | 1:10:36 |       |
| 12                                  | Noriko Geji                 | Japón           | 1:10:37 |       |
| 13                                  | Hiromi Katayama             | Japón           | 1:10:48 |       |
| 14                                  | Aurica Buia                 | Rumania         | 1:11:01 |       |
| 15                                  | Alina Tecuţă / Gherasim     | Rumania         | 1:11:02 |       |
| 16                                  | Petra Wassiluk              | Alemania        | 1:11:03 |       |
| 17                                  | Viktoria Nenasheva          | Rusia           | 1:11:14 |       |
| 18                                  | Iris Biba                   | Alemania        | 1:11:17 |       |
| 19                                  | Lucía Subano                | Kenia           | 1:11:39 |       |
| 20                                  | Helen Kimaiyo               | Kenia           | 1:11:42 |       |
| 21                                  | Christine Mallo             | Francia         | 1:11:43 |       |
| 22                                  | Silvia Skvortsova           | Rusia           | 1:11:53 |       |
| 23                                  | Makiko Ito                  | Japón           | 1:12:08 |       |
| 24                                  | Lucilla Andreucci           | Italia          | 1:12:21 |       |
| 25                                  | Sonja Deckers               | Bélgica         | 1:12:27 |       |
| 26                                  | Kore Alemu                  | Etiopía         | 1:12:30 |       |
| 27                                  | Eyerusalem Kuma             | Etiopía         | 1:12:36 |       |
| 28                                  | Abebe Tola                  | Etiopía         | 1:12:42 |       |
| 29                                  | Laura Fogli                 | Italia          | 1:12:43 |       |
| 30                                  | Mónica Pont                 | España          | 1:12:44 |       |
| 31                                  | Helena Javornik             | Eslovenia       | 1:12:51 |       |
| 32                                  | Nadir de Siqueira           | Brasil          | 1:13:05 |       |
| 33                                  | Katrina Price               | Estados Unidos  | 1:13:07 |       |
| 34                                  | Úrsula Jeitziner            | Suiza           | 1:13:10 |       |
| 35                                  | Lydia Mafula                | Sudáfrica       | 1:13:12 |       |
| 36                                  | Yelena Plastinina           | Ucrania         | 1:13:20 |       |
| 37                                  | María Luisa Muñoz           | España          | 1:13:33 |       |
| 38                                  | Lee-Ann McPhillips          | Nueva Zelanda   | 1:13:42 |       |
| 39                                  | Yelena Makolova             | Bielorrusia     | 1:13:43 |       |
| 40                                  | Ángela Joiner               | Reino Unido     | 1:13:44 |       |
| 41                                  | Kristijna Loonen            | Países Bajos    | 1:13:48 |       |
| 42                                  | Irina Safarova              | Rusia           | 1:13:53 |       |
| 43                                  | Sally Goldsmith             | Reino Unido     | 1:14:08 |       |
| 44                                  | Leila Aman                  | Etiopía         | 1:14:15 |       |
| 45                                  | Sonia Maccioni              | Italia          | 1:14:18 |       |
| 46                                  | Line Kuster                 | Francia         | 1:14:20 |       |
| 47                                  | Simone Kuster               | Francia         | 1:14:24 |       |
| 48                                  | Luciene de Deus             | Brasil          | 1:14:25 |       |
| 49                                  | Galina Karnatsevich / Baruk | Bielorrusia     | 1:14:42 |       |
| 50                                  | Tatyana Glazyr              | Ucrania         | 1:14:44 |       |
| 51                                  | Ludmila Melicherová         | Eslovaquia      | 1:14:45 |       |
| 52                                  | Susan Michelsson            | Australia       | 1:14:51 |       |
| 53                                  | Jenny Crain                 | Estados Unidos  | 1:15:05 |       |
| 54                                  | María Trujillo              | Estados Unidos  | 1:15:08 |       |
| 55                                  | Alta Lohann                 | Sudáfrica       | 1:15:11 |       |
| 56                                  | Amanda Wright-Allen         | Reino Unido     | 1:15:21 |       |
| 57                                  | Angelines Rodríguez         | España          | 1:15:23 |       |
| 58                                  | Natalya Galushko            | Bielorrusia     | 1:15:26 |       |
| 59                                  | Lorraine Masuoka/Hochella   | Estados Unidos  | 1:16:09 |       |
| 60                                  | Alla Zadorozhnaya           | Bielorrusia     | 1:16:11 |       |
| 61                                  | Lete Yesus                  | Etiopía         | 1:16:34 |       |
| 62                                  | Ágnes Jakab                 | Hungría         | 1:16:38 |       |
| 63                                  | Vilija Birbalaitė           | Lituania        | 1:16:50 |       |
| 64                                  | Nina Korvryzkina            | Ucrania         | 1:16:56 |       |
| 65                                  | Stephanie Manel             | Francia         | 1:17:02 |       |
| 66                                  | Renee Kruse                 | Estados Unidos  | 1:17:11 |       |
| 67                                  | Dana Janecková              | Eslovaquia      | 1:17:45 |       |
| 68                                  | Monika Deverová             | República Checa | 1:17:50 |       |
| 69                                  | Muriel Linsolas             | Francia         | 1:18:03 |       |
| 70                                  | Nili Avramski               | Israel          | 1:18:15 |       |
| 71                                  | Tracey Swindell             | Reino Unido     | 1:19:40 |       |
| 72                                  | Alena Mocariová             | Eslovaquia      | 1:20:02 |       |
| 73                                  | Alena Pochybová             | Eslovaquia      | 1:21:22 |       |
| 74                                  | Anna Balosakova             | Eslovaquia      | 1:22:10 |       |
| 75                                  | Adelaide Malepa             | Lesoto          | 1:25:55 |       |
| 76                                  | Kristinka Marković          | Croacia         | 1:28:36 |       |
| 77                                  | Ekateríni Fotopoúlou        | Grecia          | 1:33:29 |       |
| —                                   | Yelena Mazovka              | Bielorrusia     | DNF     |       |
| —                                   | Christina Mai               | Alemania        | DNF     |       |
| —                                   | Jacky Newton                | Reino Unido     | DNF     |       |
| —                                   | Patrizia Ragno              | Italia          | DNF     |       |
| —                                   | Elana Meyer                 | Sudáfrica       | DNF     |       |
| —                                   | Tatyana Dzhabrayilova       | Ucrania         | DNF     |       |
| —                                   | Ágata Bálsamo               | Italia          | DNS     |       |

## Resultados por equipos

### Media maratón masculina
| Pos.                                | País                 | Equipo                                                       | Tiempo  |
| ----------------------------------- | -------------------- | ------------------------------------------------------------ | ------- |
| Medalla de oro, Juegos Olímpicos    | Kenia                | Shem Kororia Moses Tanui Kenneth Cheruiyot                   | 2:59:54 |
| Medalla de plata, Juegos Olímpicos  | Sudáfrica            | Hendrick Ramaala Gert Thys Makhosonke Fika                   | 3:03:34 |
| Medalla de bronce, Juegos Olímpicos | Etiopía              | Abraham Assefa Lemma Alemayehu Tesfaye Tola                  | 3:03:46 |
| 4                                   | España               | Alejandro Gómez Bartolomé Serrano Antonio Peña               | 3:05:35 |
| 5                                   | Italia               | Stefano Baldini Michele Gamba Antonio Armuzzi                | 3:06:00 |
| 6                                   | Japón                | Osamu Nara Noriaki Igarashi Yoshifumi Miyamoto               | 3:06:37 |
| 7                                   | Zimbabue             | Tendai Chimusasa Abel Chimukoko Fungai Kapanyota             | 3:07:01 |
| 8                                   | Portugal             | Luís Jesús Alcidio Costa Joaquim Pinheiro                    | 3:07:22 |
| 9                                   | Colombia             | Herder Vázquez Carlos Grisales José Orlando Sánchez Guerrero | 3:07:41 |
| 10                                  | Hungría              | Imre Berkovics Tamás Kliszek Zoltán Holba                    | 3:08:55 |
| 11                                  | Alemania             | Michael Fietz Rainer Huth Jens Karrass                       | 3:09:31 |
| 12                                  | Francia              | Jean-Pierre Lautredoux Hakim Bagy Jean-Pierre Monciaux       | 3:09:33 |
| 13                                  | Suiza                | Stéphane Schweickhardt Viktor Röthlin Hansjörg Brücker       | 3:09:54 |
| 14                                  | Brasil               | Eduardo do Nascimento Elisvaldo de Carvalho Daniel Ferreira  | 3:10:24 |
| 15                                  | Bélgica              | Mohammed Mourhit Ronny Ligneel Jos Maes                      | 3:11:12 |
| 16                                  | Rusia                | Valeriy Kuzman Pavel Kokin Anton Nikolesko                   | 3:12:19 |
| 17                                  | Eslovaquia           | Róbert Štefko Petr Pipa Miroslav Vanko                       | 3:12:21 |
| 18                                  | Reino Unido          | David Taylor Alan Chilton Glynn Tromans                      | 3:12:23 |
| 19                                  | República Checa      | Jan Pešava Vladimír Vašek Jan Bláha                          | 3:12:29 |
| 20                                  | Tanzania             | Wilbroad Axweso Faustin Saktay Neema Tuluway                 | 3:13:10 |
| 21                                  | Ucrania              | Aleksandr Kuzin Mykola Rudyk Yuriy Gichun                    | 3:16:12 |
| 22                                  | Lesoto               | Percy Sephoda Khomojoo Kapane Kopamo Pekile                  | 3:16:37 |
| 23                                  | Polonia              | Wiesław Figurski Józef Kazanecki Marek Sukiennik             | 3:16:52 |
| 24                                  | Estados Unidos       | Todd Reeser Darrell General Eric Morrison                    | 3:16:54 |
| 25                                  | Bielorrusia          | Vladimir Tsyamchik Vladimir Tonchinskiy Boris Batuyev        | 3:17:32 |
| 26                                  | Yugoslavia           | Janko Benša Ramiz Taipi Vujadin Alempic                      | 3:18:42 |
| 27                                  | Israel               | Dov Kremer Amit Neʼeman Adra Mocha                           | 3:24:30 |
| 28                                  | Croacia              | Drago Paripović Robert Prejnjak Ivica Škopac                 | 3:27:09 |
| 29                                  | Líbano               | Ali Awad Mehdi Chebli Hussein Awada                          | 3:29:44 |
| 30                                  | Turkmenistán         | Rustam Radjapov Charygeldiy Allaberdiyev Dovletmomed Nazarov | 3:30:30 |
| 31                                  | Kirguistán           | Vladimir Gusev Leonid Pykhteyev Aleksandr Levdanskiy         | 3:33:12 |
| —                                   | Bosnia y Herzegovina | Islam Dugum Hidajet Bulic Sead Kondo                         | DNF     |

### Media maratón femenina
| Pos.                                | País           | Equipo                                                     | Tiempo  |
| ----------------------------------- | -------------- | ---------------------------------------------------------- | ------- |
| Medalla de oro, Juegos Olímpicos    | Rumania        | Cristina Pomacu Lidia Simon Nuta Olaru                     | 3:27:40 |
| Medalla de plata, Juegos Olímpicos  | Kenia          | Tegla Loroupe Joyce Chepchumba Delilah Asiago              | 3:27:57 |
| Medalla de bronce, Juegos Olímpicos | Japón          | Mari Sotani Noriko Geji Hiromi Katayama                    | 3:31:38 |
| 4                                   | Rusia          | Lyudmila Petrova Svetlana Zakharova Viktoria Nenasheva     | 3:31:45 |
| 5                                   | Alemania       | Katrin Heinig Petra Wassiluk Iris Biba                     | 3:32:16 |
| 6                                   | España         | Rocío Ríos Mónica Pont María Luisa Muñoz                   | 3:36:23 |
| 7                                   | Etiopía        | Kore Alemu Eyerusalem Kuma Abebe Tola                      | 3:37:48 |
| 8                                   | Italia         | Lucilla Andreucci Laura Fogli Sonia Maccioni               | 3:39:22 |
| 9                                   | Francia        | Christine Mallo Line Kuster Simone Kuster                  | 3:40:27 |
| 10                                  | Reino Unido    | Angela Joiner Sally Goldsmith Amanda Wright-Allen          | 3:43:13 |
| 11                                  | Estados Unidos | Katrina Price Jenny Crain Maria Trujillo                   | 3:43:20 |
| 12                                  | Bielorrusia    | Yelena Makolova Galina Karnatsevich/Baruk Natalya Galushko | 3:43:51 |
| 13                                  | Ucrania        | Yelena Plastinina Tatyana Glazyr Nina Korvryzkina          | 3:45:00 |
| 14                                  | Eslovaquia     | Ludmila Melicherová Dana Janecková Alena Mocariová         | 3:52:32 |
| —                                   | Sudáfrica      | Lydia Mafula Alta Lohann Elana Meyer                       | DNF     |